# اکساکوناک، سوک
اکساکوناک، سوک (به لاتین: Akçakonak, Söke) یک منطقهٔ مسکونی در ترکیه است که در استان آیدین واقع شده‌است.

## خصوصیات
اکساکوناک ۱٬۷۱۶ نفر جمعیت دارد.